# Жбун
Жбун или грм је животна форма дрвенастих биљака са више стабала од који ниједно није доминантно. Може се рећи и да немају јасно изражено стабло, већ гранање почиње од саме подлоге. Жбун обично не расте више од три метра у висину. У Србији као жбунови најчешће расту леска, дрен, глог, курика, калина, дивља ружа, купина, итд. Жбуње може бити листопадно или зимзелено. Од дрвећа се разликују по вишеструким стабљикама и нижој висини, мање од 6—10 m (20—33 ft) висине. Мали грмови, мање од 2 m (6,6 ft) високи се понекад називају грмовима. Многе ботаничке групе имају врсте које су жбуње, а друге које су дрвеће и зељасте биљке.
Неке дефиниције наводе да је грм мањи од 6 m (20 ft), а дрво преко 6 m. Друге користе 10 m (33 ft) као граничну тачку за класификацију. Многе врсте дрвећа можда неће достићи ову зрелу висину због неповољних услова за раст који нису идеални и стога подсећају на биљку величине грмља. Међутим, такве врсте имају потенцијал да нарасту више под идеалним условима раста за ту биљку. Што се тиче дуговечности, већина грмова се уклапа у класу између вишегодишњих и дрвећа; неки могу да трају само око пет година чак и у добрим условима, други, обично они већи и дрвенастији, могу да живе до 70 или више, али у просеку трају 7-10 година.
Жбуње је природни пејзаж којим доминирају различити жбунови; постоји много различитих типова широм света, укључујући финбос, макију, жбунасте степе, жбунасте мочваре и вресишта. У баштама и парковима, подручје које је углавном посвећено жбуњу (сада нешто мање модерно него пре једног века) назива се шикаром, жбунастом границом или жбунском баштом. Постоје многе баштенске сорте жбуња, узгајане за цветање, на пример рододендрони, а понекад чак и боја или облик листова.
У поређењу са дрвећем и зељастим биљкама, релативно мали број грмова има пољопривредну или комерцијалну употребу. Осим неколико врста које носе бобице (користећи кулинарску, а не ботаничку дефиницију), неколико се једе директно, и генерално су премале за велику употребу дрвета за разлику од дрвећа. Оне које се користе укључују неколико парфимисаних врста као што су лаванда и ружа, и широк спектар биљака са лековитом употребом. Чај и кафа се налазе на граници дрвећа и жбуња; обично се беру из биљака величине жбуња, али су оне довољно велике да постану мало дрвеће ако се оставе да расту.

## Дефиниција
Жбуње су вишегодишње дрвенасте биљке и стога имају постојане дрвенасте стабљике изнад земље (упоредите са сочним стабљикама зељастих биљака). Обично се грмље од дрвећа разликује по висини и вишеструким стабљикама. Неки грмови су листопадни (нпр. Rhaphiolepis), а други зимзелени (нпр. божиковина). Старогрчки филозоф Теофраст поделио је биљни свет на дрвеће, жбуње и биље.
Мали, ниски грмови, углавном мање од 2 m (6,6 ft) високи, као што су лаванда, перивинк и већина малих баштенских сорти ружа, често се називају подгрмљем.
Већина дефиниција карактерише грмље као поседовање више стабљика без главног стабла испод. То је зато што су се стабљике разгранале испод нивоа земље. Постоје изузеци од овога, при чему неки грмови имају главна дебла, али она су обично веома кратка и деле се на више стабљика близу нивоа земље без знатне дужине унапред. Многа стабла могу расти у вишеструким облицима стабљика, а истовремено су довољно висока да буду дрвеће, као што су храст или јасен.

## Користи се у вртовима и парковима
Подручје култивисаног жбуња у парку или башти је познато као жбуње. Када се ошишају као топијар, погодне врсте или варијанте жбуња развијају густо лишће и много малих лиснатих грана које расту близу једна другој. Многи грмови добро реагују на обнављајућу резидбу, у којој се тврдим сечењем на „бокор“ уклањају сви осим виталних делова биљке, што резултира дугим новим стабљикама познатим као „труске“. Други жбунови боље реагују на селективно орезивање мртвих или нездравих, или на други начин непривлачних делова да би се открила њихова структура и карактер.
Грмови у уобичајеној баштенској пракси се генерално сматрају широколисним биљкама, иако су неки мањи четинари, као што су планински бор и обична клека, такође жбунасте структуре. Врсте које прерасту у хабитус жбуна могу бити или листопадне или зимзелене.

## Ботаничка структура
У ботаници и екологији, жбун се прецизније користи за описивање одређене физичке структуре крошње или биљног животног облика дрвенастих биљака које су мање од 8 m (26 ft)високе и обично вишеструке стабљике које се појављују на или близу површине земље. На пример, дескриптивни систем који је широко прихваћен у Аустралији заснива се на структурним карактеристикама заснованим на животном облику, плус висини и количини покривача лишћа највишег слоја или доминантне врсте.
За грмове висине 2—8 m (6,6—26,2 ft) категоришу се следећи структурни облици:
- густи покривач лишћа (70-100%) - затворено грмље
- средње густо лишће покривача (30-70%) - отворено грмље
- ретки покривач лишћа (10-30%) - високо жбуње
- веома редак покривач лишћа (<10%) — високо отворено жбуње

За грмове мање од 2 m (6,6 ft) категоришу се следећи структурни облици:
- густ покривач лишћа (70–100%) — затворена вриштина или затворено ниско грмље—(Северна Америка)
- средње густ покривач лишћа (30–70%) — отворено или средње густо ниско грмље—(Северна Америка)
- ретко лишће покривача (10-30%) - ниско жбуње
- веома редак покривач лишћа (<10%) — ниско отворено жбуње

## Списак жбунова
Они означене са * такође могу да се развију у облик дрвета ако су у идеалним условима.
A
- Abelia
- Acer *
- Actinidia
- Aloe
- Aralia *
- Arctostaphylos *
- Aronia
- Artemisia
- Aucuba

B
- Berberis
- Bougainvillea
- Brugmansia
- Buddleja
- Buxus *

C
- Calia
- Callicarpa *
- Callistemon *
- Calluna
- Calycanthus
- Camellia *
- Caragana *
- Carpenteria
- Caryopteris
- Cassiope
- Ceanothus *
- Celastrus *
- Ceratostigma
- Cercocarpus *
- Chaenomeles
- Chamaebatiaria
- Chamaedaphne
- Chimonanthus
- Chionanthus *
- Choisya *
- Cistus
- Clerodendrum
- Clethra *
- Clianthus
- Colletia
- Colutea
- Comptonia
- Cornus *
- Corylopsis *
- Cotinus *
- Cotoneaster *
- Cowania
- Crataegus *
- Crinodendron *
- Cytisus и сродни родови (Broom) *

D
- Daboecia
- Danae
- Daphne
- Decaisnea
- Dasiphora
- Dendromecon
- Desfontainea
- Deutzia
- Diervilla
- Dipelta
- Dirca
- Dracaena *
- Drimys *
- Dryas

E
- Edgeworthia *
- Elaeagnus *
- Embothrium *
- Empetrum
- Enkianthus
- Ephedra
- Epigaea
- Erica
- Eriobotrya *
- Escallonia
- Eucryphia *
- Euonymus *
- Exochorda

F
- Fabiana
- Fallugia
- Fatsia
- Forsythia
- Fothergilla
- Franklinia *
- Fremontodendron
- Fuchsia *

G
- Garrya *
- Gaultheria
- Gaylussacia
- Genista *
- Gordonia *
- Grevillea
- Griselinia *

H
- Hakea *
- Halesia *
- Halimium
- Hamamelis *
- Hebe
- Hedera
- Helianthemum
- Hibiscus *
- Hippophae *
- Hoheria *
- Holodiscus
- Hudsonia
- Hydrangea
- Hypericum
- Hyssopus

I
- Ilex *
- Illicium *
- Indigofera
- Itea

J
- Jamesia
- Jasminum
- Juniperus *

K
- Kalmia
- Kerria
- Kolkwitzia

L
- Lagerstroemia *
- Lapageria
- Lantana
- Lavandula
- Lavatera
- Ledum
- Leitneria *
- Lespedeza *
- Leptospermum *
- Leucothoe
- Leycesteria
- Ligustrum *
- Lindera *
- Linnaea
- Lonicera
- Lupinus
- Lycium

M
- Magnolia
- Mahonia
- Malpighia
- Menispermum
- Menziesia
- Mespilus *
- Microcachrys
- Myrica  *
- Myricaria
- Myrtus *

N
- Neillia
- Nerium

O
- Olearia  *
- Osmanthus

P
- Pachysandra
- Paeonia
- Persoonia
- Philadelphus *
- Phlomis
- Photinia *
- Physocarpus *
- Pieris
- Pistacia *
- Pittosporum  *
- Plumbago
- Polygala
- Poncirus *
- Prunus *
- Purshia
- Pyracantha

Q
- Quassia *
- Quercus *
- Quillaja
- Quintinia *

R
- Rhamnus *
- Rhododendron *
- Rhus *
- Ribes
- Romneya
- Rosa
- Rosmarinus
- Rubus
- Ruta

S
- Sabia *
- Salix  *
- Salvia
  - Salvia subg. Perovskia
- Sambucus *
- Santolina
- Sapindus *
- Senecio
- Simmondsia
- Skimmia
- Smilax
- Sophora *
- Sorbaria
- Spartium
- Spiraea *
- Staphylea *
- Stephanandra
- Styrax *
- Symphoricarpos
- Syringa *

T
- Tamarix *
- Taxus *
- Telopea *
- Thuja *
- Thymelaea
- Thymus
- Trochodendron *

U
- Ulex
- Ulmus pumila celer
- Ungnadia

V
- Vaccinium
- Verbesina centroboyacana
- Verbena
- Viburnum *
- Vinca
- Viscum

W
- Weigela

X
- Xanthoceras
- Xanthorhiza
- Xylosma

Y
- Yucca *

Z
- Zanthoxylum *
- Zauschneria
- Zenobia
- Ziziphus *